# カッタカタまつり
カッタカタまつりとは、1978年（昭和53年）に始まった長野県須坂市で行われる夏の行事である。7月の第三土曜日に開催され、午後6時から8時半頃まで『須坂小唄』などの唄に合わせて踊る夏祭り。例年三千人以上が参加する。

## 概要
1978年に始まった長野県須坂市で行われる夏の行事である。7月の第三土曜日に開催され、午後6時から8時半頃まで『須坂小唄』などの唄に合わせて踊る。町単位や学校、企業が踊り連を作って参加する。例年三千人以上が参加している。コンテストが開催されており、踊り、仮装、山車デコレーション、子ども山車デコレーション部門がある。踊りが終わるとコンテストの結果が発表される。

## 歴史
カッタカタまつりは、『須坂小唄』で歌われる「カッタカタ」という囃子言葉に由来した祭りである。1972年（昭和47年）の7月に桜木町通りを歩行者天国にし、民謡流しを踊ったことが先駆けである。1978年に「須坂まつり」が始まり、1998年（平成10年）からは現在の「カッタカタ祭り」と名称をかけて、第41回（2019年）まで開催されている。2020年はコロナのため未開催である。開催されてから須坂市の様々な場所で行われたが、現在は国道403号と県道須坂停車場線で行われている。

## 須坂小唄
『須坂小唄』は、作詞 野口雨情・作曲 中山晋平である。長野県上高井郡須坂町（現・須坂市）は、製糸業の盛んな地域であった。「山丸組」の創始者である越寿三郎の三男で工場長の越栄蔵と工場総括担当でもあった小田切亀松が、女工たちが歌う品の悪い唄を辞めさせるため、工場歌を作ることを企画した。そこで、女工が仕事中に歌う工場歌を小布施小学校の桜井教諭に相談し、日野の出身(現中野市)に頼んだ。須坂町に訪れた野口と中山は、唄づくりの結論が出ないまま帰途に着いた。その時、雨情が手記に残した「ちょいと出たお月」が後に手を加えられ「須坂小唄」となった。その後、野口・中山は、工場歌ではなく須坂をテーマにした新民謡として1923年（大正12年）に帝国ホテルで発表した。その後、東京での出来事は須坂に伝わり女工たちに広がった。